# Volta a l'Algarve 2020
La Volta a l'Algarve 2020 fou la 46a edició de la Volta a l'Algarve. La cursa es disputà entre el 19 i el 23 de febrer de 2020, amb un recorregut de 771,4 km repartits entre un cinc etapes, la darrera d'elles contrarellotge individual. La cursa formà part de l'UCI ProSeries 2020, en la categoria 2.Pro.
El vencedor final fou el jove belga Remco Evenepoel (Deceuninck-Quick Step), que s'imposà clàrament en la classifició final amb 38 segons sobre l'alemany Maximilian Schachmann (Bora-Hansgrohe) i 39 sobre el colombià Miguel Ángel López (Astana Qazaqstan Team).

## Equips
L'organització convidà a 25 equips a prendre part en aquesta cursa.
| WorldTeams (12)- Astana - Ineos - CCC Team - Bora-Hansgrohe - Deceuninck-Quick Step - Groupama-FDJ - Lotto Soudal - UAE Team Emirates - Team Sunweb - Trek-Segafredo - Israel Start-Up Nation - Cofidis ProTeams (5)- Alpecin-Fenix - Caja Rural-Seguros RGA - Circus-Wanty Gobert - Uno-X Norwegian Development - Euskaltel-Euskadi Equips continentals (8)- W52-FC Porto - Tavira - Miranda-Mortágua - Aviludo-Louletano - Efapel - Rádio Popular-Boavista - L.A. Aluminios / L.A. Sport - Kelly-InOutBuild-UD Oliveirense |
| |

## Etapes
| Etapa    | Data      | Ciutats d'etapa            | type                      | Distància (km) | Vencedor de l'etapa       | Líder de la general |
| -------- | --------- | -------------------------- | ------------------------- | -------------- | ------------------------- | ------------------- |
| 1a etapa | 19 de feb | Portimão – Lagos           | etapa plana               | 195,6          | Fabio Jakobsen            | Fabio Jakobsen      |
| 2a etapa | 20 de feb | Sagres – Fóia              | etapa de muntanya         | 183,9          | Remco Evenepoel           | Remco Evenepoel     |
| 3a etapa | 21 de feb | Faro – Tavira              | etapa plana               | 201,9          | Cees Bol                  | Remco Evenepoel     |
| 4a etapa | 22 de feb | Albufeira – Alto do Malhão | etapa de mitja muntanya   | 169,7          | Miguel Ángel López Moreno | Remco Evenepoel     |
| 5a etapa | 23 de feb | Lagoa – Lagoa              | contrarellotge individual | 20,3           | Remco Evenepoel           | Remco Evenepoel     |

### Etapa 1
| \| Classificació de l'etapa \| Classificació de l'etapa \| Classificació de l'etapa \| Classificació de l'etapa \| Classificació de l'etapa \| \| Corredor \| Corredor \| Equip \| Temps \| \| \| ------------------------ \| ------------------------ \| --------------------------- \| ------------------------ \| ------------------------ \| \| 1r \| Fabio Jakobsen \| Deceuninck-Quick Step \| 4h 55' 37" \| \| \| 2n \| Elia Viviani \| Cofidis \| + 0" \| \| \| 3r \| Matteo Trentin \| CCC Team \| + 0" \| \| \| 4t \| Alexander Kristoff \| UAE Team Emirates \| + 0" \| \| \| 5è \| Jon Aberasturi Izaga \| Caja Rural-Seguros RGA \| + 0" \| \| \| 6è \| Cees Bol \| Team Sunweb \| + 0" \| \| \| 7è \| Roger Kluge \| Lotto-Soudal \| + 0" \| \| \| 8è \| Davide Cimolai \| Israel Start-Up Nation \| + 0" \| \| \| 9è \| Daniel Hoelgaard \| Uno-X Norwegian Development \| + 0" \| \| \| 10è \| Edward Theuns \| Trek-Segafredo \| + 0" \| \| |                      |                             |            |
| |                      |                             |            |
| Font: ProCyclingStats |                      |                             |            |
| Classificació de l'etapa |                      |                             |            |
| Corredor | Corredor             | Equip                       | Temps      |
| 1r | Fabio Jakobsen       | Deceuninck-Quick Step       | 4h 55' 37" |
| 2n | Elia Viviani         | Cofidis                     | + 0"       |
| 3r | Matteo Trentin       | CCC Team                    | + 0"       |
| 4t | Alexander Kristoff   | UAE Team Emirates           | + 0"       |
| 5è | Jon Aberasturi Izaga | Caja Rural-Seguros RGA      | + 0"       |
| 6è | Cees Bol             | Team Sunweb                 | + 0"       |
| 7è | Roger Kluge          | Lotto-Soudal                | + 0"       |
| 8è | Davide Cimolai       | Israel Start-Up Nation      | + 0"       |
| 9è | Daniel Hoelgaard     | Uno-X Norwegian Development | + 0"       |
| 10è | Edward Theuns        | Trek-Segafredo              | + 0"       |

| \| Classificació general \| Classificació general \| Classificació general \| Classificació general \| Classificació general \| \| Corredor \| Corredor \| Equip \| Temps \| \| \| --------------------- \| --------------------- \| --------------------------- \| --------------------- \| --------------------- \| \| 1r \| Fabio Jakobsen \| Deceuninck-Quick Step \| 4h 55' 37" \| \| \| 2n \| Elia Viviani \| Cofidis \| + 0" \| \| \| 3r \| Matteo Trentin \| CCC Team \| + 0" \| \| \| 4t \| Alexander Kristoff \| UAE Team Emirates \| + 0" \| \| \| 5è \| Jon Aberasturi Izaga \| Caja Rural-Seguros RGA \| + 0" \| \| \| 6è \| Cees Bol \| Team Sunweb \| + 0" \| \| \| 7è \| Roger Kluge \| Lotto-Soudal \| + 0" \| \| \| 8è \| Davide Cimolai \| Israel Start-Up Nation \| + 0" \| \| \| 9è \| Daniel Hoelgaard \| Uno-X Norwegian Development \| + 0" \| \| \| 10è \| Edward Theuns \| Trek-Segafredo \| + 0" \| \| |                      |                             |            |
| |                      |                             |            |
| Font: ProCyclingStats |                      |                             |            |
| Classificació general |                      |                             |            |
| Corredor | Corredor             | Equip                       | Temps      |
| 1r | Fabio Jakobsen       | Deceuninck-Quick Step       | 4h 55' 37" |
| 2n | Elia Viviani         | Cofidis                     | + 0"       |
| 3r | Matteo Trentin       | CCC Team                    | + 0"       |
| 4t | Alexander Kristoff   | UAE Team Emirates           | + 0"       |
| 5è | Jon Aberasturi Izaga | Caja Rural-Seguros RGA      | + 0"       |
| 6è | Cees Bol             | Team Sunweb                 | + 0"       |
| 7è | Roger Kluge          | Lotto-Soudal                | + 0"       |
| 8è | Davide Cimolai       | Israel Start-Up Nation      | + 0"       |
| 9è | Daniel Hoelgaard     | Uno-X Norwegian Development | + 0"       |
| 10è | Edward Theuns        | Trek-Segafredo              | + 0"       |

### Etapa 2
| \| Classificació de l'etapa \| Classificació de l'etapa \| Classificació de l'etapa \| Classificació de l'etapa \| Classificació de l'etapa \| \| Corredor \| Corredor \| Equip \| Temps \| \| \| ------------------------ \| -------------------------- \| ------------------------------------ \| ------------------------ \| ------------------------ \| \| 1r \| Remco Evenepoel \| Deceuninck-Quick Step \| 4h 46' 38" \| \| \| 2n \| Maximilian Schachmann \| Bora-Hansgrohe \| + 0" \| \| \| 3r \| Daniel Martin \| Israel Start-Up Nation \| + 2" \| \| \| 4t \| Rui Alberto Faria da Costa \| UAE Team Emirates \| + 2" \| \| \| 5è \| Tim Wellens \| Lotto-Soudal \| + 2" \| \| \| 6è \| Miguel Ángel López Moreno \| Astana \| + 5" \| \| \| 7è \| Frederico Figueiredo \| Atum General-Tavira-Maria Nova Hotel \| + 8" \| \| \| 8è \| Vincenzo Nibali \| Trek-Segafredo \| + 8" \| \| \| 9è \| Bauke Mollema \| Trek-Segafredo \| + 8" \| \| \| 10è \| Amaro Antunes \| W52-FC Porto \| + 8" \| \| |                            |                                      |            |
| |                            |                                      |            |
| Font: ProCyclingStats |                            |                                      |            |
| Classificació de l'etapa |                            |                                      |            |
| Corredor | Corredor                   | Equip                                | Temps      |
| 1r | Remco Evenepoel            | Deceuninck-Quick Step                | 4h 46' 38" |
| 2n | Maximilian Schachmann      | Bora-Hansgrohe                       | + 0"       |
| 3r | Daniel Martin              | Israel Start-Up Nation               | + 2"       |
| 4t | Rui Alberto Faria da Costa | UAE Team Emirates                    | + 2"       |
| 5è | Tim Wellens                | Lotto-Soudal                         | + 2"       |
| 6è | Miguel Ángel López Moreno  | Astana                               | + 5"       |
| 7è | Frederico Figueiredo       | Atum General-Tavira-Maria Nova Hotel | + 8"       |
| 8è | Vincenzo Nibali            | Trek-Segafredo                       | + 8"       |
| 9è | Bauke Mollema              | Trek-Segafredo                       | + 8"       |
| 10è | Amaro Antunes              | W52-FC Porto                         | + 8"       |

| \| Classificació general \| Classificació general \| Classificació general \| Classificació general \| Classificació general \| \| Corredor \| Corredor \| Equip \| Temps \| \| \| --------------------- \| -------------------------- \| ------------------------------------ \| --------------------- \| --------------------- \| \| 1r \| Remco Evenepoel \| Deceuninck-Quick Step \| 9h 42' 15" \| \| \| 2n \| Maximilian Schachmann \| Bora-Hansgrohe \| + 0" \| \| \| 3r \| Rui Alberto Faria da Costa \| UAE Team Emirates \| + 2" \| \| \| 4t \| Daniel Martin \| Israel Start-Up Nation \| + 2" \| \| \| 5è \| Tim Wellens \| Lotto-Soudal \| + 2" \| \| \| 6è \| Miguel Ángel López Moreno \| Astana \| + 5" \| \| \| 7è \| Amaro Antunes \| W52-FC Porto \| + 8" \| \| \| 8è \| Vincenzo Nibali \| Trek-Segafredo \| + 8" \| \| \| 9è \| Bauke Mollema \| Trek-Segafredo \| + 8" \| \| \| 10è \| Frederico Figueiredo \| Atum General-Tavira-Maria Nova Hotel \| + 8" \| \| |                            |                                      |            |
| |                            |                                      |            |
| Font: ProCyclingStats |                            |                                      |            |
| Classificació general |                            |                                      |            |
| Corredor | Corredor                   | Equip                                | Temps      |
| 1r | Remco Evenepoel            | Deceuninck-Quick Step                | 9h 42' 15" |
| 2n | Maximilian Schachmann      | Bora-Hansgrohe                       | + 0"       |
| 3r | Rui Alberto Faria da Costa | UAE Team Emirates                    | + 2"       |
| 4t | Daniel Martin              | Israel Start-Up Nation               | + 2"       |
| 5è | Tim Wellens                | Lotto-Soudal                         | + 2"       |
| 6è | Miguel Ángel López Moreno  | Astana                               | + 5"       |
| 7è | Amaro Antunes              | W52-FC Porto                         | + 8"       |
| 8è | Vincenzo Nibali            | Trek-Segafredo                       | + 8"       |
| 9è | Bauke Mollema              | Trek-Segafredo                       | + 8"       |
| 10è | Frederico Figueiredo       | Atum General-Tavira-Maria Nova Hotel | + 8"       |

### Etapa 3
| \| Classificació de l'etapa \| Classificació de l'etapa \| Classificació de l'etapa \| Classificació de l'etapa \| Classificació de l'etapa \| \| Corredor \| Corredor \| Equip \| Temps \| \| \| ------------------------ \| ------------------------ \| --------------------------- \| ------------------------ \| ------------------------ \| \| 1r \| Cees Bol \| Team Sunweb \| 5h 00' 51" \| \| \| 2n \| Sacha Modolo \| Alpecin-Fenix \| + 0" \| \| \| 3r \| Fabio Jakobsen \| Deceuninck-Quick Step \| + 0" \| \| \| 4t \| Alexander Kristoff \| UAE Team Emirates \| + 0" \| \| \| 5è \| Daniel Hoelgaard \| Uno-X Norwegian Development \| + 0" \| \| \| 6è \| Ryan Mullen \| Trek-Segafredo \| + 0" \| \| \| 7è \| Elia Viviani \| Cofidis \| + 0" \| \| \| 8è \| Roger Kluge \| Lotto-Soudal \| + 0" \| \| \| 9è \| Jon Aberasturi Izaga \| Caja Rural-Seguros RGA \| + 0" \| \| \| 10è \| Tom Devriendt \| Circus-Wanty Gobert \| + 0" \| \| |                      |                             |            |
| |                      |                             |            |
| Font: ProCyclingStats |                      |                             |            |
| Classificació de l'etapa |                      |                             |            |
| Corredor | Corredor             | Equip                       | Temps      |
| 1r | Cees Bol             | Team Sunweb                 | 5h 00' 51" |
| 2n | Sacha Modolo         | Alpecin-Fenix               | + 0"       |
| 3r | Fabio Jakobsen       | Deceuninck-Quick Step       | + 0"       |
| 4t | Alexander Kristoff   | UAE Team Emirates           | + 0"       |
| 5è | Daniel Hoelgaard     | Uno-X Norwegian Development | + 0"       |
| 6è | Ryan Mullen          | Trek-Segafredo              | + 0"       |
| 7è | Elia Viviani         | Cofidis                     | + 0"       |
| 8è | Roger Kluge          | Lotto-Soudal                | + 0"       |
| 9è | Jon Aberasturi Izaga | Caja Rural-Seguros RGA      | + 0"       |
| 10è | Tom Devriendt        | Circus-Wanty Gobert         | + 0"       |

| \| Classificació general \| Classificació general \| Classificació general \| Classificació general \| Classificació general \| \| Corredor \| Corredor \| Equip \| Temps \| \| \| --------------------- \| -------------------------- \| ------------------------------------ \| --------------------- \| --------------------- \| \| 1r \| Remco Evenepoel \| Deceuninck-Quick Step \| 14h 43' 06" \| \| \| 2n \| Maximilian Schachmann \| Bora-Hansgrohe \| + 0" \| \| \| 3r \| Daniel Martin \| Israel Start-Up Nation \| + 2" \| \| \| 4t \| Rui Alberto Faria da Costa \| UAE Team Emirates \| + 2" \| \| \| 5è \| Tim Wellens \| Lotto-Soudal \| + 2" \| \| \| 6è \| Miguel Ángel López Moreno \| Astana \| + 5" \| \| \| 7è \| Amaro Antunes \| W52-FC Porto \| + 8" \| \| \| 8è \| Vincenzo Nibali \| Trek-Segafredo \| + 8" \| \| \| 9è \| Bauke Mollema \| Trek-Segafredo \| + 8" \| \| \| 10è \| Frederico Figueiredo \| Atum General-Tavira-Maria Nova Hotel \| + 8" \| \| |                            |                                      |             |
| |                            |                                      |             |
| Font: ProCyclingStats |                            |                                      |             |
| Classificació general |                            |                                      |             |
| Corredor | Corredor                   | Equip                                | Temps       |
| 1r | Remco Evenepoel            | Deceuninck-Quick Step                | 14h 43' 06" |
| 2n | Maximilian Schachmann      | Bora-Hansgrohe                       | + 0"        |
| 3r | Daniel Martin              | Israel Start-Up Nation               | + 2"        |
| 4t | Rui Alberto Faria da Costa | UAE Team Emirates                    | + 2"        |
| 5è | Tim Wellens                | Lotto-Soudal                         | + 2"        |
| 6è | Miguel Ángel López Moreno  | Astana                               | + 5"        |
| 7è | Amaro Antunes              | W52-FC Porto                         | + 8"        |
| 8è | Vincenzo Nibali            | Trek-Segafredo                       | + 8"        |
| 9è | Bauke Mollema              | Trek-Segafredo                       | + 8"        |
| 10è | Frederico Figueiredo       | Atum General-Tavira-Maria Nova Hotel | + 8"        |

### Etapa 4
| \| Classificació de l'etapa \| Classificació de l'etapa \| Classificació de l'etapa \| Classificació de l'etapa \| Classificació de l'etapa \| \| Corredor \| Corredor \| Equip \| Temps \| \| \| ------------------------ \| -------------------------- \| ------------------------ \| ------------------------ \| ------------------------ \| \| 1r \| Miguel Ángel López Moreno \| Astana \| 4h 32' 25" \| \| \| 2n \| Daniel Martin \| Israel Start-Up Nation \| + 2" \| \| \| 3r \| Remco Evenepoel \| Deceuninck-Quick Step \| + 4" \| \| \| 4t \| Maximilian Schachmann \| Bora-Hansgrohe \| + 4" \| \| \| 5è \| Rui Alberto Faria da Costa \| UAE Team Emirates \| + 5" \| \| \| 6è \| Simon Geschke \| CCC Team \| + 14" \| \| \| 7è \| Amaro Antunes \| W52-FC Porto \| + 14" \| \| \| 8è \| Bauke Mollema \| Trek-Segafredo \| + 14" \| \| \| 9è \| Jan Polanc \| UAE Team Emirates \| + 19" \| \| \| 10è \| Tim Wellens \| Lotto-Soudal \| + 21" \| \| |                            |                        |            |
| |                            |                        |            |
| Font: ProCyclingStats |                            |                        |            |
| Classificació de l'etapa |                            |                        |            |
| Corredor | Corredor                   | Equip                  | Temps      |
| 1r | Miguel Ángel López Moreno  | Astana                 | 4h 32' 25" |
| 2n | Daniel Martin              | Israel Start-Up Nation | + 2"       |
| 3r | Remco Evenepoel            | Deceuninck-Quick Step  | + 4"       |
| 4t | Maximilian Schachmann      | Bora-Hansgrohe         | + 4"       |
| 5è | Rui Alberto Faria da Costa | UAE Team Emirates      | + 5"       |
| 6è | Simon Geschke              | CCC Team               | + 14"      |
| 7è | Amaro Antunes              | W52-FC Porto           | + 14"      |
| 8è | Bauke Mollema              | Trek-Segafredo         | + 14"      |
| 9è | Jan Polanc                 | UAE Team Emirates      | + 19"      |
| 10è | Tim Wellens                | Lotto-Soudal           | + 21"      |

| \| Classificació general \| Classificació general \| Classificació general \| Classificació general \| Classificació general \| \| Corredor \| Corredor \| Equip \| Temps \| \| \| --------------------- \| -------------------------- \| ------------------------------------ \| --------------------- \| --------------------- \| \| 1r \| Remco Evenepoel \| Deceuninck-Quick Step \| 18h 59' 35" \| \| \| 2n \| Daniel Martin \| Israel Start-Up Nation \| + 0" \| \| \| 3r \| Maximilian Schachmann \| Bora-Hansgrohe \| + 0" \| \| \| 4t \| Miguel Ángel López Moreno \| Astana \| + 1" \| \| \| 5è \| Rui Alberto Faria da Costa \| UAE Team Emirates \| + 3" \| \| \| 6è \| Amaro Antunes \| W52-FC Porto \| + 18" \| \| \| 7è \| Bauke Mollema \| Trek-Segafredo \| + 18" \| \| \| 8è \| Tim Wellens \| Lotto-Soudal \| + 19" \| \| \| 9è \| Simon Geschke \| CCC Team \| + 24" \| \| \| 10è \| Frederico Figueiredo \| Atum General-Tavira-Maria Nova Hotel \| + 31" \| \| |                            |                                      |             |
| |                            |                                      |             |
| Font: ProCyclingStats |                            |                                      |             |
| Classificació general |                            |                                      |             |
| Corredor | Corredor                   | Equip                                | Temps       |
| 1r | Remco Evenepoel            | Deceuninck-Quick Step                | 18h 59' 35" |
| 2n | Daniel Martin              | Israel Start-Up Nation               | + 0"        |
| 3r | Maximilian Schachmann      | Bora-Hansgrohe                       | + 0"        |
| 4t | Miguel Ángel López Moreno  | Astana                               | + 1"        |
| 5è | Rui Alberto Faria da Costa | UAE Team Emirates                    | + 3"        |
| 6è | Amaro Antunes              | W52-FC Porto                         | + 18"       |
| 7è | Bauke Mollema              | Trek-Segafredo                       | + 18"       |
| 8è | Tim Wellens                | Lotto-Soudal                         | + 19"       |
| 9è | Simon Geschke              | CCC Team                             | + 24"       |
| 10è | Frederico Figueiredo       | Atum General-Tavira-Maria Nova Hotel | + 31"       |

### Etapa 5
| \| Classificació de l'etapa \| Classificació de l'etapa \| Classificació de l'etapa \| Classificació de l'etapa \| Classificació de l'etapa \| \| Corredor \| Corredor \| Equip \| Temps \| \| \| ------------------------ \| ------------------------- \| ------------------------ \| ------------------------ \| ------------------------ \| \| 1r \| Remco Evenepoel \| Deceuninck-Quick Step \| 24' 07" \| \| \| 2n \| Rohan Dennis \| Team Ineos \| + 10" \| \| \| 3r \| Stefan Küng \| Groupama-FDJ \| + 19" \| \| \| 4t \| Maximilian Schachmann \| Bora-Hansgrohe \| + 38" \| \| \| 5è \| Miguel Ángel López Moreno \| Astana \| + 38" \| \| \| 6è \| Michał Kwiatkowski \| Team Ineos \| + 38" \| \| \| 7è \| Patrick Bevin \| CCC Team \| + 38" \| \| \| 8è \| Yves Lampaert \| Deceuninck-Quick Step \| + 46" \| \| \| 9è \| Nils Politt \| Israel Start-Up Nation \| + 47" \| \| \| 10è \| Mads Würtz Schmidt \| Israel Start-Up Nation \| + 48" \| \| |                           |                        |         |
| |                           |                        |         |
| Font: ProCyclingStats |                           |                        |         |
| Classificació de l'etapa |                           |                        |         |
| Corredor | Corredor                  | Equip                  | Temps   |
| 1r | Remco Evenepoel           | Deceuninck-Quick Step  | 24' 07" |
| 2n | Rohan Dennis              | Team Ineos             | + 10"   |
| 3r | Stefan Küng               | Groupama-FDJ           | + 19"   |
| 4t | Maximilian Schachmann     | Bora-Hansgrohe         | + 38"   |
| 5è | Miguel Ángel López Moreno | Astana                 | + 38"   |
| 6è | Michał Kwiatkowski        | Team Ineos             | + 38"   |
| 7è | Patrick Bevin             | CCC Team               | + 38"   |
| 8è | Yves Lampaert             | Deceuninck-Quick Step  | + 46"   |
| 9è | Nils Politt               | Israel Start-Up Nation | + 47"   |
| 10è | Mads Würtz Schmidt        | Israel Start-Up Nation | + 48"   |

## Classificació final
| \| Classificació general \| Classificació general \| Classificació general \| Classificació general \| Classificació general \| \| Corredor \| Corredor \| Equip \| Temps \| \| \| --------------------- \| -------------------------- \| --------------------- \| --------------------- \| --------------------- \| \| 1r \| Remco Evenepoel \| Deceuninck-Quick Step \| 19h 23' 42" \| \| \| 2n \| Maximilian Schachmann \| Bora-Hansgrohe \| + 38" \| \| \| 3r \| Miguel Ángel López Moreno \| Astana \| + 39" \| \| \| 4t \| Rui Alberto Faria da Costa \| UAE Team Emirates \| + 56" \| \| \| 5è \| Tim Wellens \| Lotto-Soudal \| + 1' 17" \| \| \| 6è \| Simon Geschke \| CCC Team \| + 1' 18" \| \| \| 7è \| Lennard Kämna \| Bora-Hansgrohe \| + 1' 26" \| \| \| 8è \| Bauke Mollema \| Trek-Segafredo \| + 1' 31" \| \| \| 9è \| João Almeida \| Deceuninck-Quick Step \| + 1' 40" \| \| \| 10è \| Amaro Antunes \| W52-FC Porto \| + 1' 57" \| \| |                            |                       |             |
| |                            |                       |             |
| Font: ProCyclingStats |                            |                       |             |
| Classificació general |                            |                       |             |
| Corredor | Corredor                   | Equip                 | Temps       |
| 1r | Remco Evenepoel            | Deceuninck-Quick Step | 19h 23' 42" |
| 2n | Maximilian Schachmann      | Bora-Hansgrohe        | + 38"       |
| 3r | Miguel Ángel López Moreno  | Astana                | + 39"       |
| 4t | Rui Alberto Faria da Costa | UAE Team Emirates     | + 56"       |
| 5è | Tim Wellens                | Lotto-Soudal          | + 1' 17"    |
| 6è | Simon Geschke              | CCC Team              | + 1' 18"    |
| 7è | Lennard Kämna              | Bora-Hansgrohe        | + 1' 26"    |
| 8è | Bauke Mollema              | Trek-Segafredo        | + 1' 31"    |
| 9è | João Almeida               | Deceuninck-Quick Step | + 1' 40"    |
| 10è | Amaro Antunes              | W52-FC Porto          | + 1' 57"    |

### Classificacions secundàries
| Classificació per punts | Classificació per punts    | Classificació per punts | Classificació per punts | Classificació per punts |
| Corredor                | Corredor                   | Equip                   | Punts                   |                         |
| ----------------------- | -------------------------- | ----------------------- | ----------------------- | ----------------------- |
| 1r                      | Fabio Jakobsen             | Deceuninck-Quick Step   | 41 pts                  |                         |
| 2n                      | Cees Bol                   | Team Sunweb             | 33 pts                  |                         |
| 3r                      | Alexander Kristoff         | UAE Team Emirates       | 26 pts                  |                         |
| 4t                      | Elia Viviani               | Cofidis                 | 26 pts                  |                         |
| 5è                      | Remco Evenepoel            | Deceuninck-Quick Step   | 25 pts                  |                         |
| 6è                      | Daniel Martin              | Israel Start-Up Nation  | 22 pts                  |                         |
| 7è                      | Miguel Ángel López Moreno  | Astana                  | 20 pts                  |                         |
| 8è                      | Maximilian Schachmann      | Bora-Hansgrohe          | 20 pts                  |                         |
| 9è                      | Sacha Modolo               | Alpecin-Fenix           | 20 pts                  |                         |
| 10è                     | Rui Alberto Faria da Costa | UAE Team Emirates       | 16 pts                  |                         |

| Classificació per punts | Classificació per punts    | Classificació per punts | Classificació per punts | Classificació per punts |
| Corredor                | Corredor                   | Equip                   | Punts                   |                         |
| ----------------------- | -------------------------- | ----------------------- | ----------------------- | ----------------------- |
| 1r                      | Fabio Jakobsen             | Deceuninck-Quick Step   | 41 pts                  |                         |
| 2n                      | Cees Bol                   | Team Sunweb             | 33 pts                  |                         |
| 3r                      | Alexander Kristoff         | UAE Team Emirates       | 26 pts                  |                         |
| 4t                      | Elia Viviani               | Cofidis                 | 26 pts                  |                         |
| 5è                      | Remco Evenepoel            | Deceuninck-Quick Step   | 25 pts                  |                         |
| 6è                      | Daniel Martin              | Israel Start-Up Nation  | 22 pts                  |                         |
| 7è                      | Miguel Ángel López Moreno  | Astana                  | 20 pts                  |                         |
| 8è                      | Maximilian Schachmann      | Bora-Hansgrohe          | 20 pts                  |                         |
| 9è                      | Sacha Modolo               | Alpecin-Fenix           | 20 pts                  |                         |
| 10è                     | Rui Alberto Faria da Costa | UAE Team Emirates       | 16 pts                  |                         |

| Classificació de la muntanya | Classificació de la muntanya | Classificació de la muntanya         | Classificació de la muntanya | Classificació de la muntanya |
| Corredor                     | Corredor                     | Equip                                | Punts                        |                              |
| ---------------------------- | ---------------------------- | ------------------------------------ | ---------------------------- | ---------------------------- |
| 1r                           | Dries De Bondt               | Alpecin-Fenix                        | 17 pts                       |                              |
| 2n                           | Remco Evenepoel              | Deceuninck-Quick Step                | 15 pts                       |                              |
| 3r                           | Tiago Antunes                | Efapel                               | 14 pts                       |                              |
| 4t                           | João Rodrigues               | W52-FC Porto                         | 10 pts                       |                              |
| 5è                           | Daniel Martin                | Israel Start-Up Nation               | 10 pts                       |                              |
| 6è                           | Maximilian Schachmann        | Bora-Hansgrohe                       | 10 pts                       |                              |
| 7è                           | Alexander Grigoriev          | Atum General-Tavira-Maria Nova Hotel | 7 pts                        |                              |
| 8è                           | Miguel Ángel López Moreno    | Astana                               | 6 pts                        |                              |
| 9è                           | Frederico Figueiredo         | Atum General-Tavira-Maria Nova Hotel | 6 pts                        |                              |
| 10è                          | Michael Schär                | CCC Team                             | 6 pts                        |                              |

| Classificació de la muntanya | Classificació de la muntanya | Classificació de la muntanya         | Classificació de la muntanya | Classificació de la muntanya |
| Corredor                     | Corredor                     | Equip                                | Punts                        |                              |
| ---------------------------- | ---------------------------- | ------------------------------------ | ---------------------------- | ---------------------------- |
| 1r                           | Dries De Bondt               | Alpecin-Fenix                        | 17 pts                       |                              |
| 2n                           | Remco Evenepoel              | Deceuninck-Quick Step                | 15 pts                       |                              |
| 3r                           | Tiago Antunes                | Efapel                               | 14 pts                       |                              |
| 4t                           | João Rodrigues               | W52-FC Porto                         | 10 pts                       |                              |
| 5è                           | Daniel Martin                | Israel Start-Up Nation               | 10 pts                       |                              |
| 6è                           | Maximilian Schachmann        | Bora-Hansgrohe                       | 10 pts                       |                              |
| 7è                           | Alexander Grigoriev          | Atum General-Tavira-Maria Nova Hotel | 7 pts                        |                              |
| 8è                           | Miguel Ángel López Moreno    | Astana                               | 6 pts                        |                              |
| 9è                           | Frederico Figueiredo         | Atum General-Tavira-Maria Nova Hotel | 6 pts                        |                              |
| 10è                          | Michael Schär                | CCC Team                             | 6 pts                        |                              |

| Classificació del millor jove | Classificació del millor jove | Classificació del millor jove | Classificació del millor jove | Classificació del millor jove |
| Corredor                      | Corredor                      | Equip                         | Temps                         |                               |
| ----------------------------- | ----------------------------- | ----------------------------- | ----------------------------- | ----------------------------- |
| 1r                            | Remco Evenepoel               | Deceuninck-Quick Step         | 19h 23' 42"                   |                               |
| 2n                            | João Almeida                  | Deceuninck-Quick Step         | + 1' 40"                      |                               |
| 3r                            | Ilan Van Wilder               | Team Sunweb                   | + 3' 39"                      |                               |
| 4t                            | Andreas Leknessund            | Uno-X Norwegian Development   | + 3' 48"                      |                               |
| 5è                            | Kevin Geniets                 | Groupama-FDJ                  | + 4' 20"                      |                               |
| 6è                            | Harold Tejada                 | Astana                        | + 4' 44"                      |                               |
| 7è                            | Torjus Sleen                  | Uno-X Norwegian Development   | + 6' 07"                      |                               |
| 8è                            | Juan Fernando Calle           | Caja Rural-Seguros RGA        | + 12' 59"                     |                               |
| 9è                            | Brent Van Moer                | Lotto-Soudal                  | + 14' 14"                     |                               |
| 10è                           | Nicolás Sáenz                 | Efapel                        | + 17' 50"                     |                               |

| Classificació del millor jove | Classificació del millor jove | Classificació del millor jove | Classificació del millor jove | Classificació del millor jove |
| Corredor                      | Corredor                      | Equip                         | Temps                         |                               |
| ----------------------------- | ----------------------------- | ----------------------------- | ----------------------------- | ----------------------------- |
| 1r                            | Remco Evenepoel               | Deceuninck-Quick Step         | 19h 23' 42"                   |                               |
| 2n                            | João Almeida                  | Deceuninck-Quick Step         | + 1' 40"                      |                               |
| 3r                            | Ilan Van Wilder               | Team Sunweb                   | + 3' 39"                      |                               |
| 4t                            | Andreas Leknessund            | Uno-X Norwegian Development   | + 3' 48"                      |                               |
| 5è                            | Kevin Geniets                 | Groupama-FDJ                  | + 4' 20"                      |                               |
| 6è                            | Harold Tejada                 | Astana                        | + 4' 44"                      |                               |
| 7è                            | Torjus Sleen                  | Uno-X Norwegian Development   | + 6' 07"                      |                               |
| 8è                            | Juan Fernando Calle           | Caja Rural-Seguros RGA        | + 12' 59"                     |                               |
| 9è                            | Brent Van Moer                | Lotto-Soudal                  | + 14' 14"                     |                               |
| 10è                           | Nicolás Sáenz                 | Efapel                        | + 17' 50"                     |                               |

| Classificació per equips | Classificació per equips | Classificació per equips | Classificació per equips |
| Equip                    | Equip                    | Temps                    |                          |
| ------------------------ | ------------------------ | ------------------------ | ------------------------ |
| 1r                       | Ineos                    | 58h 19' 43"              |                          |
| 2n                       | UAE Team Emirates        | + 25"                    |                          |
| 3r                       | CCC Team                 | + 1' 51"                 |                          |
| 4t                       | Astana                   | + 2' 41"                 |                          |
| 5è                       | Deceuninck-Quick Step    | + 5' 09"                 |                          |

| Classificació per equips | Classificació per equips | Classificació per equips | Classificació per equips |
| Equip                    | Equip                    | Temps                    |                          |
| ------------------------ | ------------------------ | ------------------------ | ------------------------ |
| 1r                       | Ineos                    | 58h 19' 43"              |                          |
| 2n                       | UAE Team Emirates        | + 25"                    |                          |
| 3r                       | CCC Team                 | + 1' 51"                 |                          |
| 4t                       | Astana                   | + 2' 41"                 |                          |
| 5è                       | Deceuninck-Quick Step    | + 5' 09"                 |                          |

## Evolució de les classificacions
| Etapa                  | Vencedor               | Classificació general | Classificació de la muntanya | Classificació per punts | Classificació dels joves | Classificació per equips |
| ---------------------- | ---------------------- | --------------------- | ---------------------------- | ----------------------- | ------------------------ | ------------------------ |
| 1                      | Fabio Jakobsen         | Fabio Jakobsen        | Fabio Jakobsen               | Álvaro Trueba           | Juan Fernando Calle      | Israel Start-Up Nation   |
| 2                      | Remco Evenepoel        | Remco Evenepoel       | Fabio Jakobsen               | Remco Evenepoel         | Remco Evenepoel          | Astana                   |
| 3                      | Cees Bol               | Remco Evenepoel       | Fabio Jakobsen               | Remco Evenepoel         | Remco Evenepoel          | Astana                   |
| 4                      | Miguel Ángel López     | Remco Evenepoel       | Fabio Jakobsen               | Dries De Bondt          | Remco Evenepoel          | UAE Team Emirates        |
| 5                      | Remco Evenepoel        | Remco Evenepoel       | Fabio Jakobsen               | Dries De Bondt          | Remco Evenepoel          | Ineos                    |
| Classificacions finals | Classificacions finals | Remco Evenepoel       | Fabio Jakobsen               | Dries De Bondt          | Remco Evenepoel          | Ineos                    |

## Llista de participants
| Astana AST | Astana AST                      | Astana AST |
| ---------- | ------------------------------- | ---------- |
| Núm        | Ciclista                        | Pos        |
| 1          | Miguel Ángel López Moreno (COL) | 3r         |
| 2          | Luis León Sánchez Gil (ESP)     | NP-5       |
| 3          | Jandos Bijiguitov (KAZ)         | 117è       |
| 4          | Rodrigo Contreras (COL)         | 28è        |
| 5          | Davide Martinelli (ITA)         | 94è        |
| 6          | Yuriy Natarov (KAZ)             | 62è        |
| 7          | Harold Tejada (COL)             | 23è        |

| Bora-Hansgrohe BOH | Bora-Hansgrohe BOH                 | Bora-Hansgrohe BOH |
| ------------------ | ---------------------------------- | ------------------ |
| Núm                | Ciclista                           | Pos                |
| 11                 | Jean-Pierre Drucker (LUX)          | 82è                |
| 12                 | Felix Großschartner (AUT)          | 109è               |
| 13                 | Lennard Kämna (GER)                | 7è                 |
| 14                 | Martin Laas (EST)                  | 124è               |
| 15                 | Lukas Pöstlberger (AUT)            | 88è                |
| 16                 | Maximilian Schachmann (GER) (ruta) | 2n                 |
| 17                 | Andreas Schillinger (GER)          | 130è               |

| CCC Team CCC | CCC Team CCC               | CCC Team CCC |
| ------------ | -------------------------- | ------------ |
| Núm          | Ciclista                   | Pos          |
| 21           | Greg Van Avermaet (BEL)    | 13è          |
| 22           | Matteo Trentin (ITA)       | 43è          |
| 23           | Simon Geschke (GER)        | 6è           |
| 24           | Michael Schär (SUI)        | 59è          |
| 25           | Gijs Van Hoecke (BEL)      | 63è          |
| 26           | Nathan Van Hooydonck (BEL) | 33è          |
| 27           | Patrick Bevin (NZL)        | 58è          |

| Cofidis COF | Cofidis COF                    | Cofidis COF |
| ----------- | ------------------------------ | ----------- |
| Núm         | Ciclista                       | Pos         |
| 31          | Elia Viviani (ITA) (ruta)      | 132è        |
| 32          | Simone Consonni (ITA)          | NP-5        |
| 33          | Mathias Le Turnier (FRA)       | 65è         |
| 34          | Luis Ángel Maté Mardones (ESP) | 37è         |
| 35          | Marco Mathis (GER)             | 118è        |
| 36          | Fabio Sabatini (ITA)           | 157è        |
| 37          | Kenneth Vanbilsen (BEL)        | NP-1        |

| Deceuninck-Quick Step DQT | Deceuninck-Quick Step DQT     | Deceuninck-Quick Step DQT |
| ------------------------- | ----------------------------- | ------------------------- |
| Núm                       | Ciclista                      | Pos                       |
| 41                        | João Almeida (POR)            | 9è                        |
| 42                        | Tim Declercq (BEL)            | 53è                       |
| 43                        | Remco Evenepoel (BEL) (crono) | 1r                        |
| 44                        | Fabio Jakobsen (NED) (ruta)   | 131è                      |
| 45                        | Iljo Keisse (BEL)             | 137è                      |
| 46                        | Yves Lampaert (BEL)           | 75è                       |
| 47                        | Florian Sénéchal (FRA)        | 81è                       |

| Groupama-FDJ GFC | Groupama-FDJ GFC         | Groupama-FDJ GFC |
| ---------------- | ------------------------ | ---------------- |
| Núm              | Ciclista                 | Pos              |
| 51               | Alexys Brunel (FRA)      | DNF-3            |
| 52               | Kevin Geniets (LUX)      | 22è              |
| 53               | Simon Guglielmi (FRA)    | 71è              |
| 54               | Stefan Küng (SUI) (ruta) | 30è              |
| 55               | Olivier Le Gac (FRA)     | 25è              |
| 56               | Tobias Ludvigsson (SWE)  | 47è              |
| 57               | Jake Stewart (GBR)       | 110è             |

| Israel Start-Up Nation ISN | Israel Start-Up Nation ISN | Israel Start-Up Nation ISN |
| -------------------------- | -------------------------- | -------------------------- |
| Núm                        | Ciclista                   | Pos                        |
| 61                         | Daniel Martin (IRL)        | 11è                        |
| 62                         | Guillaume Boivin (CAN)     | 86è                        |
| 63                         | Davide Cimolai (ITA)       | 106è                       |
| 64                         | Nils Politt (GER)          | 52è                        |
| 65                         | Jenthe Biermans (BEL)      | 80è                        |
| 66                         | Reto Hollenstein (SUI)     | 69è                        |
| 67                         | Mads Würtz Schmidt (DEN)   | 38è                        |

| Lotto-Soudal LTS | Lotto-Soudal LTS       | Lotto-Soudal LTS |
| ---------------- | ---------------------- | ---------------- |
| Núm              | Ciclista               | Pos              |
| 71               | Jonathan Dibben (GBR)  | 127è             |
| 72               | Philippe Gilbert (BEL) | 31è              |
| 73               | Roger Kluge (GER)      | DNF-4            |
| 74               | Nikolas Maes (BEL)     | NP-5             |
| 75               | Brent Van Moer (BEL)   | 51è              |
| 77               | Tim Wellens (BEL)      | 5è               |
| 78               | Frederik Frison (BEL)  | 68è              |

| Team Ineos INS | Team Ineos INS             | Team Ineos INS |
| -------------- | -------------------------- | -------------- |
| Núm            | Ciclista                   | Pos            |
| 81             | Rohan Dennis (AUS) (crono) | 55è            |
| 82             | Michał Kwiatkowski (POL)   | 14è            |
| 83             | Luke Rowe (GBR)            | 119è           |
| 84             | Ben Swift (GBR) (ruta)     | 20è            |
| 85             | Geraint Thomas (GBR)       | 21è            |
| 86             | Dylan van Baarle (NED)     | NP-1           |
| 87             | Cameron Wurf (AUS)         | 97è            |

| Team Sunweb SUN | Team Sunweb SUN       | Team Sunweb SUN |
| --------------- | --------------------- | --------------- |
| Núm             | Ciclista              | Pos             |
| 91              | Nikias Arndt (GER)    | 77è             |
| 92              | Cees Bol (NED)        | 112è            |
| 93              | Nico Denz (GER)       | 128è            |
| 94              | Nils Eekhoff (NED)    | 119è            |
| 95              | Casper Pedersen (DEN) | 64è             |
| 96              | Jasha Sütterlin (GER) | 123è            |
| 97              | Ilan Van Wilder (BEL) | 17è             |

| Trek-Segafredo TFS | Trek-Segafredo TFS    | Trek-Segafredo TFS |
| ------------------ | --------------------- | ------------------ |
| Núm                | Ciclista              | Pos                |
| 101                | Koen de Kort (NED)    | NP-4               |
| 102                | Bauke Mollema (NED)   | 8è                 |
| 103                | Ryan Mullen (IRL)     | 111è               |
| 104                | Vincenzo Nibali (ITA) | 12è                |
| 105                | Antonio Nibali (ITA)  | 54è                |
| 106                | Jasper Stuyven (BEL)  | 150è               |
| 107                | Edward Theuns (BEL)   | NP-5               |

| UAE Team Emirates UAD | UAE Team Emirates UAD            | UAE Team Emirates UAD |
| --------------------- | -------------------------------- | --------------------- |
| Núm                   | Ciclista                         | Pos                   |
| 111                   | Mikkel Bjerg (DEN)               | 116è                  |
| 112                   | Tom Bohli (SUI)                  | 143è                  |
| 113                   | Rui Alberto Faria da Costa (POR) | 4t                    |
| 114                   | Joe Dombrowski (USA)             | 29è                   |
| 115                   | Alexander Kristoff (NOR)         | 73è                   |
| 116                   | Ivo Oliveira (POR)               | 113è                  |
| 117                   | Jan Polanc (SLO)                 | 15è                   |

| Alpecin-Fenix AFC | Alpecin-Fenix AFC          | Alpecin-Fenix AFC |
| ----------------- | -------------------------- | ----------------- |
| Núm               | Ciclista                   | Pos               |
| 121               | Mathieu van der Poel (NED) | 45è               |
| 122               | Dries De Bondt (BEL)       | 100è              |
| 123               | Senne Leysen (BEL)         | 92è               |
| 124               | Sacha Modolo (ITA)         | 99è               |
| 126               | Kristian Sbaragli (ITA)    | 35è               |
| 127               | Otto Vergaerde (BEL)       | 67è               |

| Caja Rural-Seguros RGA CJR | Caja Rural-Seguros RGA CJR | Caja Rural-Seguros RGA CJR |
| -------------------------- | -------------------------- | -------------------------- |
| Núm                        | Ciclista                   | Pos                        |
| 131                        | Jon Aberasturi Izaga (ESP) | 104è                       |
| 132                        | David González López (ESP) | 145è                       |
| 133                        | Aritz Bagües (ESP)         | 105è                       |
| 134                        | Oier Lazkano López (ESP)   | 91è                        |
| 135                        | Héctor Sáez Benito (ESP)   | 61è                        |
| 136                        | Matteo Malucelli (ITA)     | 139è                       |
| 137                        | Juan Fernando Calle (COL)  | 46è                        |

| Circus-Wanty Gobert CWG | Circus-Wanty Gobert CWG | Circus-Wanty Gobert CWG |
| ----------------------- | ----------------------- | ----------------------- |
| Núm                     | Ciclista                | Pos                     |
| 141                     | Aimé De Gendt (BEL)     | 122è                    |
| 142                     | Tom Devriendt (BEL)     | 142è                    |
| 143                     | Wesley Kreder (NED)     | 151è                    |
| 144                     | Xandro Meurisse (BEL)   | 18è                     |
| 145                     | Simone Petilli (ITA)    | 36è                     |
| 146                     | Boy van Poppel (NED)    | 156è                    |
| 147                     | Danny van Poppel (NED)  | 135è                    |

| Fundación-Orbea FOR | Fundación-Orbea FOR            | Fundación-Orbea FOR |
| ------------------- | ------------------------------ | ------------------- |
| Núm                 | Ciclista                       | Pos                 |
| 151                 | Mikel Aristi Gardoki (ESP)     | 144è                |
| 152                 | Antonio Angulo (ESP)           | 114è                |
| 153                 | Julen Irizar (ESP)             | 70è                 |
| 154                 | Garikoitz Bravo Oiarbide (ESP) | 44è                 |
| 155                 | Gotzon Martín (ESP)            | 39è                 |
| 156                 | Diego López (ESP)              | 147è                |
| 157                 | Iker Ballarin (ESP)            | 98è                 |

| Uno-X Norwegian Development UXT | Uno-X Norwegian Development UXT | Uno-X Norwegian Development UXT |
| ------------------------------- | ------------------------------- | ------------------------------- |
| Núm                             | Ciclista                        | Pos                             |
| 161                             | Daniel Hoelgaard (NOR)          | 85è                             |
| 162                             | Markus Hoelgaard (NOR)          | 42è                             |
| 163                             | Anders Skaarseth (NOR)          | 78è                             |
| 164                             | Erik Nordsæter Resell (NOR)     | 87è                             |
| 165                             | Kristian Kulset (NOR)           | 120è                            |
| 166                             | Torjus Sleen (NOR)              | 27è                             |
| 167                             | Andreas Leknessund (NOR)        | 19è                             |

| Atum General-Tavira-Maria Nova Hotel ATM | Atum General-Tavira-Maria Nova Hotel ATM | Atum General-Tavira-Maria Nova Hotel ATM |
| ---------------------------------------- | ---------------------------------------- | ---------------------------------------- |
| Núm                                      | Ciclista                                 | Pos                                      |
| 171                                      | Frederico Figueiredo (POR)               | 26è                                      |
| 172                                      | Alexander Grigoriev (RUS)                | 121è                                     |
| 173                                      | Álvaro Trueba (ESP)                      | 159è                                     |
| 174                                      | César Martingil (POR)                    | 148è                                     |
| 175                                      | Alejandro Marque Porto (ESP)             | 24è                                      |
| 176                                      | David Livramento (POR)                   | 161è                                     |
| 177                                      | Valter Pereira (POR)                     |                                          |

| Aviludo-Louletano AVL | Aviludo-Louletano AVL                | Aviludo-Louletano AVL |
| --------------------- | ------------------------------------ | --------------------- |
| Núm                   | Ciclista                             | Pos                   |
| 181                   | Vicente García de Mateos Rubio (ESP) | 16è                   |
| 182                   | Nuno Meireles (POR)                  | 155è                  |
| 183                   | David de la Fuente Rasilla (ESP)     | 108è                  |
| 184                   | João Matias (POR)                    | DNF-2                 |
| 185                   | Jesús del Pino Corrochano (ESP)      | 134è                  |
| 186                   | André Evangelista (POR)              | FC-5                  |
| 187                   | Óscar Hernández (ESP)                | 76è                   |

| Efapel EFP | Efapel EFP            | Efapel EFP |
| ---------- | --------------------- | ---------- |
| Núm        | Ciclista              | Pos        |
| 191        | Sérgio Paulinho (POR) | 146è       |
| 192        | Luís Mendonça (POR)   | 60è        |
| 193        | Tiago Machado (POR)   | 49è        |
| 194        | Tiago Antunes (POR)   | 140è       |
| 195        | Pedro Paulinho (POR)  | DNF-4      |
| 196        | Nicolás Sáenz (COL)   | 57è        |
| 197        | Gerard Armillas (ESP) | 125è       |

| Kelly-Simoldes-UDO KSU | Kelly-Simoldes-UDO KSU  | Kelly-Simoldes-UDO KSU |
| ---------------------- | ----------------------- | ---------------------- |
| Núm                    | Ciclista                | Pos                    |
| 201                    | Henrique Casimiro (POR) | 66è                    |
| 202                    | Luís Gomes (POR)        | 40è                    |

| sense equip ___ | sense equip ___           | sense equip ___ |
| --------------- | ------------------------- | --------------- |
| Núm             | Ciclista                  | Pos             |
| 203             | Venceslau Fernandes (POR) | 129è            |

| Kelly-Simoldes-UDO KSU | Kelly-Simoldes-UDO KSU   | Kelly-Simoldes-UDO KSU |
| ---------------------- | ------------------------ | ---------------------- |
| Núm                    | Ciclista                 | Pos                    |
| 204                    | Rafael Lourenço (POR)    | 72è                    |
| 205                    | Pedro Miguel Lopes (POR) | 102è                   |
| 206                    | Fabio Costa (POR)        | 133è                   |
| 207                    | Pedro Lopes (POR)        | 158è                   |

| LA Alumínios-LA Sport LAA | LA Alumínios-LA Sport LAA | LA Alumínios-LA Sport LAA |
| ------------------------- | ------------------------- | ------------------------- |
| Núm                       | Ciclista                  | Pos                       |
| 211                       | Emanuel Duarte (POR)      | 136è                      |
| 212                       | Gonçalo Leaça (POR)       | 107è                      |
| 213                       | André Ramalho (POR)       | 91è                       |
| 214                       | David Ribeiro (POR)       | 149è                      |
| 215                       | Marvin Scheulen (POR)     | 120è                      |
| 216                       | Bruno Silva (POR)         | 138è                      |
| 217                       | Carlos Salgueiro (POR)    | 154è                      |

| Miranda-Mortágua MIR | Miranda-Mortágua MIR          | Miranda-Mortágua MIR |
| -------------------- | ----------------------------- | -------------------- |
| Núm                  | Ciclista                      | Pos                  |
| 221                  | Hugo Sancho (POR)             | 103è                 |
| 222                  | Gaspar Gonçalves (POR)        | 89è                  |
| 223                  | Daniel Freitas (POR)          | 96è                  |
| 224                  | Joaquim Silva (POR)           | 50è                  |
| 225                  | João Barbosa (POR)            | 153è                 |
| 226                  | Ángel Sánchez Rebollido (ESP) | 115è                 |
| 227                  | Leangel Linarez (VEN)         | 160è                 |

| Rádio Popular-Boavista RPB | Rádio Popular-Boavista RPB  | Rádio Popular-Boavista RPB |
| -------------------------- | --------------------------- | -------------------------- |
| Núm                        | Ciclista                    | Pos                        |
| 231                        | Alberto Gallego (ESP)       | 41è                        |
| 232                        | João Benta (POR)            | 83è                        |
| 233                        | Gonçalo Carvalho (POR)      | 95è                        |
| 234                        | Afonso Silva (POR)          | 101è                       |
| 235                        | Luís Felipe Fernandes (POR) | 32è                        |
| 236                        | Hugo Nunes (POR)            | 74è                        |
| 237                        | David Rodrigues (POR)       | 90è                        |

| W52-FC Porto W52 | W52-FC Porto W52              | W52-FC Porto W52 |
| ---------------- | ----------------------------- | ---------------- |
| Núm              | Ciclista                      | Pos              |
| 241              | Amaro Antunes (POR)           | 10è              |
| 242              | Ricardo Mestre Correira (POR) | 79è              |
| 243              | Daniel Mestre (POR)           | 56è              |
| 244              | Jorge Magalhães (POR)         | 152è             |
| 245              | Edgar Pinto (POR)             | 34è              |
| 246              | João Rodrigues (POR)          | 48è              |
| 247              | Samuel Caldeira (POR)         | 84è              |

| Astana AST | Astana AST                      | Astana AST |
| ---------- | ------------------------------- | ---------- |
| Núm        | Ciclista                        | Pos        |
| 1          | Miguel Ángel López Moreno (COL) | 3r         |
| 2          | Luis León Sánchez Gil (ESP)     | NP-5       |
| 3          | Jandos Bijiguitov (KAZ)         | 117è       |
| 4          | Rodrigo Contreras (COL)         | 28è        |
| 5          | Davide Martinelli (ITA)         | 94è        |
| 6          | Yuriy Natarov (KAZ)             | 62è        |
| 7          | Harold Tejada (COL)             | 23è        |

| Bora-Hansgrohe BOH | Bora-Hansgrohe BOH                 | Bora-Hansgrohe BOH |
| ------------------ | ---------------------------------- | ------------------ |
| Núm                | Ciclista                           | Pos                |
| 11                 | Jean-Pierre Drucker (LUX)          | 82è                |
| 12                 | Felix Großschartner (AUT)          | 109è               |
| 13                 | Lennard Kämna (GER)                | 7è                 |
| 14                 | Martin Laas (EST)                  | 124è               |
| 15                 | Lukas Pöstlberger (AUT)            | 88è                |
| 16                 | Maximilian Schachmann (GER) (ruta) | 2n                 |
| 17                 | Andreas Schillinger (GER)          | 130è               |

| CCC Team CCC | CCC Team CCC               | CCC Team CCC |
| ------------ | -------------------------- | ------------ |
| Núm          | Ciclista                   | Pos          |
| 21           | Greg Van Avermaet (BEL)    | 13è          |
| 22           | Matteo Trentin (ITA)       | 43è          |
| 23           | Simon Geschke (GER)        | 6è           |
| 24           | Michael Schär (SUI)        | 59è          |
| 25           | Gijs Van Hoecke (BEL)      | 63è          |
| 26           | Nathan Van Hooydonck (BEL) | 33è          |
| 27           | Patrick Bevin (NZL)        | 58è          |

| Cofidis COF | Cofidis COF                    | Cofidis COF |
| ----------- | ------------------------------ | ----------- |
| Núm         | Ciclista                       | Pos         |
| 31          | Elia Viviani (ITA) (ruta)      | 132è        |
| 32          | Simone Consonni (ITA)          | NP-5        |
| 33          | Mathias Le Turnier (FRA)       | 65è         |
| 34          | Luis Ángel Maté Mardones (ESP) | 37è         |
| 35          | Marco Mathis (GER)             | 118è        |
| 36          | Fabio Sabatini (ITA)           | 157è        |
| 37          | Kenneth Vanbilsen (BEL)        | NP-1        |

| Deceuninck-Quick Step DQT | Deceuninck-Quick Step DQT     | Deceuninck-Quick Step DQT |
| ------------------------- | ----------------------------- | ------------------------- |
| Núm                       | Ciclista                      | Pos                       |
| 41                        | João Almeida (POR)            | 9è                        |
| 42                        | Tim Declercq (BEL)            | 53è                       |
| 43                        | Remco Evenepoel (BEL) (crono) | 1r                        |
| 44                        | Fabio Jakobsen (NED) (ruta)   | 131è                      |
| 45                        | Iljo Keisse (BEL)             | 137è                      |
| 46                        | Yves Lampaert (BEL)           | 75è                       |
| 47                        | Florian Sénéchal (FRA)        | 81è                       |

| Groupama-FDJ GFC | Groupama-FDJ GFC         | Groupama-FDJ GFC |
| ---------------- | ------------------------ | ---------------- |
| Núm              | Ciclista                 | Pos              |
| 51               | Alexys Brunel (FRA)      | DNF-3            |
| 52               | Kevin Geniets (LUX)      | 22è              |
| 53               | Simon Guglielmi (FRA)    | 71è              |
| 54               | Stefan Küng (SUI) (ruta) | 30è              |
| 55               | Olivier Le Gac (FRA)     | 25è              |
| 56               | Tobias Ludvigsson (SWE)  | 47è              |
| 57               | Jake Stewart (GBR)       | 110è             |

| Israel Start-Up Nation ISN | Israel Start-Up Nation ISN | Israel Start-Up Nation ISN |
| -------------------------- | -------------------------- | -------------------------- |
| Núm                        | Ciclista                   | Pos                        |
| 61                         | Daniel Martin (IRL)        | 11è                        |
| 62                         | Guillaume Boivin (CAN)     | 86è                        |
| 63                         | Davide Cimolai (ITA)       | 106è                       |
| 64                         | Nils Politt (GER)          | 52è                        |
| 65                         | Jenthe Biermans (BEL)      | 80è                        |
| 66                         | Reto Hollenstein (SUI)     | 69è                        |
| 67                         | Mads Würtz Schmidt (DEN)   | 38è                        |

| Lotto-Soudal LTS | Lotto-Soudal LTS       | Lotto-Soudal LTS |
| ---------------- | ---------------------- | ---------------- |
| Núm              | Ciclista               | Pos              |
| 71               | Jonathan Dibben (GBR)  | 127è             |
| 72               | Philippe Gilbert (BEL) | 31è              |
| 73               | Roger Kluge (GER)      | DNF-4            |
| 74               | Nikolas Maes (BEL)     | NP-5             |
| 75               | Brent Van Moer (BEL)   | 51è              |
| 77               | Tim Wellens (BEL)      | 5è               |
| 78               | Frederik Frison (BEL)  | 68è              |

| Team Ineos INS | Team Ineos INS             | Team Ineos INS |
| -------------- | -------------------------- | -------------- |
| Núm            | Ciclista                   | Pos            |
| 81             | Rohan Dennis (AUS) (crono) | 55è            |
| 82             | Michał Kwiatkowski (POL)   | 14è            |
| 83             | Luke Rowe (GBR)            | 119è           |
| 84             | Ben Swift (GBR) (ruta)     | 20è            |
| 85             | Geraint Thomas (GBR)       | 21è            |
| 86             | Dylan van Baarle (NED)     | NP-1           |
| 87             | Cameron Wurf (AUS)         | 97è            |

| Team Sunweb SUN | Team Sunweb SUN       | Team Sunweb SUN |
| --------------- | --------------------- | --------------- |
| Núm             | Ciclista              | Pos             |
| 91              | Nikias Arndt (GER)    | 77è             |
| 92              | Cees Bol (NED)        | 112è            |
| 93              | Nico Denz (GER)       | 128è            |
| 94              | Nils Eekhoff (NED)    | 119è            |
| 95              | Casper Pedersen (DEN) | 64è             |
| 96              | Jasha Sütterlin (GER) | 123è            |
| 97              | Ilan Van Wilder (BEL) | 17è             |

| Trek-Segafredo TFS | Trek-Segafredo TFS    | Trek-Segafredo TFS |
| ------------------ | --------------------- | ------------------ |
| Núm                | Ciclista              | Pos                |
| 101                | Koen de Kort (NED)    | NP-4               |
| 102                | Bauke Mollema (NED)   | 8è                 |
| 103                | Ryan Mullen (IRL)     | 111è               |
| 104                | Vincenzo Nibali (ITA) | 12è                |
| 105                | Antonio Nibali (ITA)  | 54è                |
| 106                | Jasper Stuyven (BEL)  | 150è               |
| 107                | Edward Theuns (BEL)   | NP-5               |

| UAE Team Emirates UAD | UAE Team Emirates UAD            | UAE Team Emirates UAD |
| --------------------- | -------------------------------- | --------------------- |
| Núm                   | Ciclista                         | Pos                   |
| 111                   | Mikkel Bjerg (DEN)               | 116è                  |
| 112                   | Tom Bohli (SUI)                  | 143è                  |
| 113                   | Rui Alberto Faria da Costa (POR) | 4t                    |
| 114                   | Joe Dombrowski (USA)             | 29è                   |
| 115                   | Alexander Kristoff (NOR)         | 73è                   |
| 116                   | Ivo Oliveira (POR)               | 113è                  |
| 117                   | Jan Polanc (SLO)                 | 15è                   |

| Alpecin-Fenix AFC | Alpecin-Fenix AFC          | Alpecin-Fenix AFC |
| ----------------- | -------------------------- | ----------------- |
| Núm               | Ciclista                   | Pos               |
| 121               | Mathieu van der Poel (NED) | 45è               |
| 122               | Dries De Bondt (BEL)       | 100è              |
| 123               | Senne Leysen (BEL)         | 92è               |
| 124               | Sacha Modolo (ITA)         | 99è               |
| 126               | Kristian Sbaragli (ITA)    | 35è               |
| 127               | Otto Vergaerde (BEL)       | 67è               |

| Caja Rural-Seguros RGA CJR | Caja Rural-Seguros RGA CJR | Caja Rural-Seguros RGA CJR |
| -------------------------- | -------------------------- | -------------------------- |
| Núm                        | Ciclista                   | Pos                        |
| 131                        | Jon Aberasturi Izaga (ESP) | 104è                       |
| 132                        | David González López (ESP) | 145è                       |
| 133                        | Aritz Bagües (ESP)         | 105è                       |
| 134                        | Oier Lazkano López (ESP)   | 91è                        |
| 135                        | Héctor Sáez Benito (ESP)   | 61è                        |
| 136                        | Matteo Malucelli (ITA)     | 139è                       |
| 137                        | Juan Fernando Calle (COL)  | 46è                        |

| Circus-Wanty Gobert CWG | Circus-Wanty Gobert CWG | Circus-Wanty Gobert CWG |
| ----------------------- | ----------------------- | ----------------------- |
| Núm                     | Ciclista                | Pos                     |
| 141                     | Aimé De Gendt (BEL)     | 122è                    |
| 142                     | Tom Devriendt (BEL)     | 142è                    |
| 143                     | Wesley Kreder (NED)     | 151è                    |
| 144                     | Xandro Meurisse (BEL)   | 18è                     |
| 145                     | Simone Petilli (ITA)    | 36è                     |
| 146                     | Boy van Poppel (NED)    | 156è                    |
| 147                     | Danny van Poppel (NED)  | 135è                    |

| Fundación-Orbea FOR | Fundación-Orbea FOR            | Fundación-Orbea FOR |
| ------------------- | ------------------------------ | ------------------- |
| Núm                 | Ciclista                       | Pos                 |
| 151                 | Mikel Aristi Gardoki (ESP)     | 144è                |
| 152                 | Antonio Angulo (ESP)           | 114è                |
| 153                 | Julen Irizar (ESP)             | 70è                 |
| 154                 | Garikoitz Bravo Oiarbide (ESP) | 44è                 |
| 155                 | Gotzon Martín (ESP)            | 39è                 |
| 156                 | Diego López (ESP)              | 147è                |
| 157                 | Iker Ballarin (ESP)            | 98è                 |

| Uno-X Norwegian Development UXT | Uno-X Norwegian Development UXT | Uno-X Norwegian Development UXT |
| ------------------------------- | ------------------------------- | ------------------------------- |
| Núm                             | Ciclista                        | Pos                             |
| 161                             | Daniel Hoelgaard (NOR)          | 85è                             |
| 162                             | Markus Hoelgaard (NOR)          | 42è                             |
| 163                             | Anders Skaarseth (NOR)          | 78è                             |
| 164                             | Erik Nordsæter Resell (NOR)     | 87è                             |
| 165                             | Kristian Kulset (NOR)           | 120è                            |
| 166                             | Torjus Sleen (NOR)              | 27è                             |
| 167                             | Andreas Leknessund (NOR)        | 19è                             |

| Atum General-Tavira-Maria Nova Hotel ATM | Atum General-Tavira-Maria Nova Hotel ATM | Atum General-Tavira-Maria Nova Hotel ATM |
| ---------------------------------------- | ---------------------------------------- | ---------------------------------------- |
| Núm                                      | Ciclista                                 | Pos                                      |
| 171                                      | Frederico Figueiredo (POR)               | 26è                                      |
| 172                                      | Alexander Grigoriev (RUS)                | 121è                                     |
| 173                                      | Álvaro Trueba (ESP)                      | 159è                                     |
| 174                                      | César Martingil (POR)                    | 148è                                     |
| 175                                      | Alejandro Marque Porto (ESP)             | 24è                                      |
| 176                                      | David Livramento (POR)                   | 161è                                     |
| 177                                      | Valter Pereira (POR)                     |                                          |

| Aviludo-Louletano AVL | Aviludo-Louletano AVL                | Aviludo-Louletano AVL |
| --------------------- | ------------------------------------ | --------------------- |
| Núm                   | Ciclista                             | Pos                   |
| 181                   | Vicente García de Mateos Rubio (ESP) | 16è                   |
| 182                   | Nuno Meireles (POR)                  | 155è                  |
| 183                   | David de la Fuente Rasilla (ESP)     | 108è                  |
| 184                   | João Matias (POR)                    | DNF-2                 |
| 185                   | Jesús del Pino Corrochano (ESP)      | 134è                  |
| 186                   | André Evangelista (POR)              | FC-5                  |
| 187                   | Óscar Hernández (ESP)                | 76è                   |

| Efapel EFP | Efapel EFP            | Efapel EFP |
| ---------- | --------------------- | ---------- |
| Núm        | Ciclista              | Pos        |
| 191        | Sérgio Paulinho (POR) | 146è       |
| 192        | Luís Mendonça (POR)   | 60è        |
| 193        | Tiago Machado (POR)   | 49è        |
| 194        | Tiago Antunes (POR)   | 140è       |
| 195        | Pedro Paulinho (POR)  | DNF-4      |
| 196        | Nicolás Sáenz (COL)   | 57è        |
| 197        | Gerard Armillas (ESP) | 125è       |

| Kelly-Simoldes-UDO KSU | Kelly-Simoldes-UDO KSU  | Kelly-Simoldes-UDO KSU |
| ---------------------- | ----------------------- | ---------------------- |
| Núm                    | Ciclista                | Pos                    |
| 201                    | Henrique Casimiro (POR) | 66è                    |
| 202                    | Luís Gomes (POR)        | 40è                    |

| sense equip ___ | sense equip ___           | sense equip ___ |
| --------------- | ------------------------- | --------------- |
| Núm             | Ciclista                  | Pos             |
| 203             | Venceslau Fernandes (POR) | 129è            |

| Kelly-Simoldes-UDO KSU | Kelly-Simoldes-UDO KSU   | Kelly-Simoldes-UDO KSU |
| ---------------------- | ------------------------ | ---------------------- |
| Núm                    | Ciclista                 | Pos                    |
| 204                    | Rafael Lourenço (POR)    | 72è                    |
| 205                    | Pedro Miguel Lopes (POR) | 102è                   |
| 206                    | Fabio Costa (POR)        | 133è                   |
| 207                    | Pedro Lopes (POR)        | 158è                   |

| LA Alumínios-LA Sport LAA | LA Alumínios-LA Sport LAA | LA Alumínios-LA Sport LAA |
| ------------------------- | ------------------------- | ------------------------- |
| Núm                       | Ciclista                  | Pos                       |
| 211                       | Emanuel Duarte (POR)      | 136è                      |
| 212                       | Gonçalo Leaça (POR)       | 107è                      |
| 213                       | André Ramalho (POR)       | 91è                       |
| 214                       | David Ribeiro (POR)       | 149è                      |
| 215                       | Marvin Scheulen (POR)     | 120è                      |
| 216                       | Bruno Silva (POR)         | 138è                      |
| 217                       | Carlos Salgueiro (POR)    | 154è                      |

| Miranda-Mortágua MIR | Miranda-Mortágua MIR          | Miranda-Mortágua MIR |
| -------------------- | ----------------------------- | -------------------- |
| Núm                  | Ciclista                      | Pos                  |
| 221                  | Hugo Sancho (POR)             | 103è                 |
| 222                  | Gaspar Gonçalves (POR)        | 89è                  |
| 223                  | Daniel Freitas (POR)          | 96è                  |
| 224                  | Joaquim Silva (POR)           | 50è                  |
| 225                  | João Barbosa (POR)            | 153è                 |
| 226                  | Ángel Sánchez Rebollido (ESP) | 115è                 |
| 227                  | Leangel Linarez (VEN)         | 160è                 |

| Rádio Popular-Boavista RPB | Rádio Popular-Boavista RPB  | Rádio Popular-Boavista RPB |
| -------------------------- | --------------------------- | -------------------------- |
| Núm                        | Ciclista                    | Pos                        |
| 231                        | Alberto Gallego (ESP)       | 41è                        |
| 232                        | João Benta (POR)            | 83è                        |
| 233                        | Gonçalo Carvalho (POR)      | 95è                        |
| 234                        | Afonso Silva (POR)          | 101è                       |
| 235                        | Luís Felipe Fernandes (POR) | 32è                        |
| 236                        | Hugo Nunes (POR)            | 74è                        |
| 237                        | David Rodrigues (POR)       | 90è                        |

| W52-FC Porto W52 | W52-FC Porto W52              | W52-FC Porto W52 |
| ---------------- | ----------------------------- | ---------------- |
| Núm              | Ciclista                      | Pos              |
| 241              | Amaro Antunes (POR)           | 10è              |
| 242              | Ricardo Mestre Correira (POR) | 79è              |
| 243              | Daniel Mestre (POR)           | 56è              |
| 244              | Jorge Magalhães (POR)         | 152è             |
| 245              | Edgar Pinto (POR)             | 34è              |
| 246              | João Rodrigues (POR)          | 48è              |
| 247              | Samuel Caldeira (POR)         | 84è              |